# Клінтон (Міссурі)
Клінтон (англ. Clinton) — місто (англ. city) в США, в окрузі Генрі штату Міссурі. Населення — 9174 особи (2020).

## Географія
Клінтон розташований за координатами 38°22′16″ пн. ш. 93°46′5″ зх. д. / 38.37111° пн. ш. 93.76806° зх. д. (38.371172, -93.768142).  За даними Бюро перепису населення США в 2010 році місто мало площу 23,98 км², з яких 23,68 км² — суходіл та 0,30 км² — водойми.

## Демографія
Згідно з переписом 2010 року, у місті мешкало 9008 осіб у 3935 домогосподарствах у складі 2371 родини. Густота населення становила 376 осіб/км².  Було 4454 помешкання (186/км²).
Расовий склад населення:
| - 95,1 % — білих - 1,9 % — чорних або афроамериканців - 0,4 % — корінних американців - 0,3 % — азіатів |

До двох чи більше рас належало 1,8 %. Частка іспаномовних становила 2,0 % від усіх жителів.
За віковим діапазоном населення розподілялося таким чином: 22,6 % — особи молодші 18 років, 56,9 % — особи у віці 18—64 років, 20,5 % — особи у віці 65 років та старші. Медіана віку мешканця становила 40,6 року. На 100 осіб жіночої статі у місті припадало 88,3 чоловіків;  на 100 жінок у віці від 18 років та старших — 83,9 чоловіків також старших 18 років.
Середній дохід на одне домашнє господарство  становив 52 363 долари США (медіана — 36 811), а середній дохід на одну сім'ю — 58 058 доларів (медіана — 51 780). Медіана доходів становила 35 121 долар для чоловіків та 26 257 доларів для жінок. За межею бідності перебувало 22,2 % осіб, у тому числі 38,6 % дітей у віці до 18 років та 8,7 % осіб у віці 65 років та старших.
Цивільне працевлаштоване населення становило 3865 осіб. Основні галузі зайнятості: освіта, охорона здоров'я та соціальна допомога — 29,9 %, виробництво — 17,2 %, роздрібна торгівля — 12,7 %, мистецтво, розваги та відпочинок — 11,5 %.